# TBN 뮤직스테이션
TBN 뮤직스테이션은 TBN 충북교통방송(청주 FM 103.3MHz, 충주 FM 93.5MHz)에서 주말 오후 4시부터 오후 4시 55분까지 방송되는 충북권 지역의 라디오 정보 프로그램이다.